# Ainārs Ozoliņš

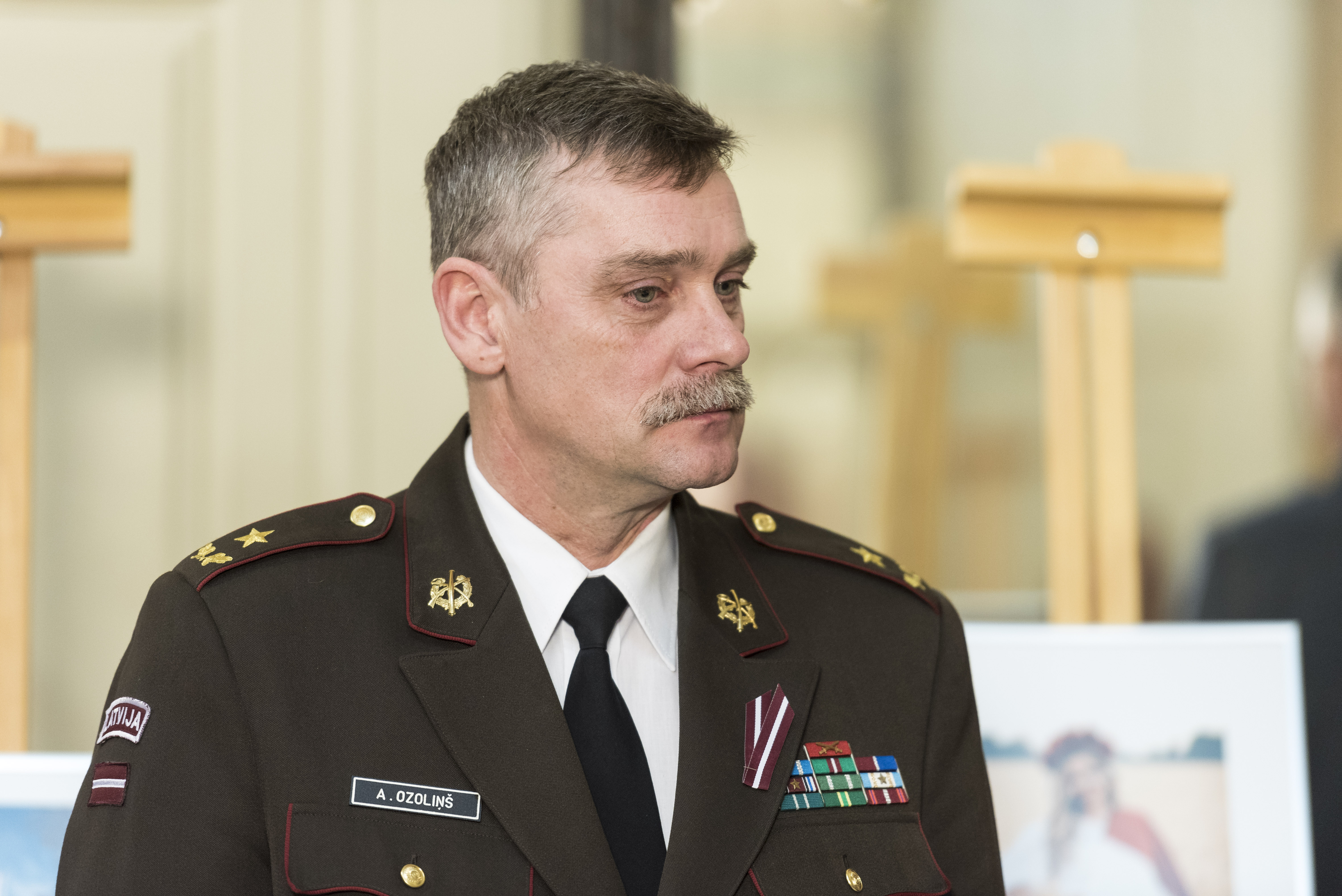
Ainārs Ozoliņš (2017)

Ainārs Ozoliņš (* 2. Januar 1969 in Madona) ist ein Offizier der lettischen Streitkräfte im Range eines Brigadegenerals. Von 2016 bis 2019 war er Kommandant der lettischen Nationalgarde (lettisch Zemessardze). Aktuell dient er als lettischer Vertreter beim  NATO Supreme Headquarters Allied Powers Europe.

## Leben
Der heutige General wurde 1969 in Madona, in der damaligen Lettischen SSR, geboren.

### Militärische Laufbahn
Im Rahmen der Wiedererlangung der staatlichen Unabhängigkeit Lettlands schloss sich Ainārs Ozoliņš 1992 den im Neuaufbau befindlichen Streitkräften seines Heimatlandes an. In den Folgejahren diente er dort als Offizier bei der Infanterietruppe und besuchte verschiedene Weiterbildungsmaßnahmen, um sich für höhere Aufgaben zu qualifizieren. Im Jahr 2006 wechselte er ins Hauptquartier der Streitkräfte und vertrat diese ab 2009 beim NATO Supreme Headquarters Allied Powers Europe (SHAPE).
Im Jahr 2013 wurde Ozoliņš zum stellvertretenden Stabschef der lettischen Streitkräfte ernannt und zum Brigadegeneral befördert. Am 26. August 2016 übernahm er das Kommando über die lettische Nationalgarde von Leonīds Kalniņš. Dieses behielt er bis zum 30. Mai 2019, als er von Egils Leščinskis abgelöst wurde. Danach diente er bei der NATO als stellvertretender Kommandant der multinationalen Division Nord, einem Verband des Multinationalen Korps Nord-Ost. Seit 2024 ist er erneut als lettischer Vertreter beim SHAPE tätig.

## Auszeichnungen
|  | Komtur des Westhard-Ordens (2010) |